# Hemipeplus insularis
Hemipeplus insularis es una especie de coleóptero de la familia Mycteridae.

## Distribución geográfica
Habita en la República Dominicana.